# 天野宗歩
天野 宗歩（あまの そうほ、あまの そうふ、文化13年11月（1816年） - 安政6年5月13日（1859年6月13日））は、江戸時代末期の将棋指し。
名前の読みは不明である。旧字表記では天野 宗步。七段。十一代大橋宗桂門下。11代将軍徳川家斉から14代将軍徳川家茂までの人物である。時の名人は、十世の六代伊藤宗看であった。
大橋家、伊藤家といった将棋三家の出ではないため、当時世襲制だった名人には推挙されず、段位も七段までしか上がらなかったが、「実力十三段」と言われ、後に棋聖と呼ばれるようになる。十三世名人関根金次郎によって棋聖の称号が公式に認められた。現在のタイトルのひとつである「棋聖戦」は、ここに由来する。

## 経歴
- 大橋家に残された「天野宗歩身分留」という古文書には、武蔵国の生まれとある。
- 文化13年（1816年）11月、江戸の本郷菊坂にて、小幡甲兵衛の次子として生まれる。幼名は留次郎。後に天野家の養子に入る[7]。
- 文政3年（1820年）、5歳で大橋本家の大橋宗金（十一代大橋宗桂）の門下となる[7]。この時期には「菊坂の神童」と呼ばれた[7]。同5年（1822年）の加藤看意との四枚落ち戦が、記録にある最古の棋譜である。
- 同9年（1825年）、初段となる。
- 同12年（1829年）、14歳で二段となる。
- 天保元年（1830年）12月、15歳で三段となる。
- 同4年（1833年）、17歳で四段となる。5月24日に中橋木屋忠右衛門方で弘めの会を催している。
- 同5年（1834年）3月、五段に昇段する。上方に旅立ち[8]、同年6月5日に大橋柳雪と左香落で対戦する。
- 同年9月、江戸に戻ったが、同6年（1835年）3月下旬には再び上方に旅立つ。途中、沼津において米村利兵衛と平手で4戦している。そのまま上方で生活するようになる。
- 同13年（1842年）、江戸に帰ったが、同14年（1843年）には再び京都に戻り、妻帯する。
- 弘化2年（1845年）、江戸に戻る。富次郎と改名する。
- 同年9月26日に神田松永町の甲州屋佐吉方で六段弘めの会を催す。ここで伊藤印寿（後の八代伊藤宗印）と左香落で対戦する。
- 同3年（1846年）、七段を許される[7]。同年、京都に上る[8]。
- 同4年（1847年）5月2日、大阪難波新地において七段弘めの会を催す。
- 嘉永2年（1849年）5月24日、妻が死去する。
- 同3年（1850年）、妻のために京都深草霊光寺の初代宗桂の駒形の墓碑の隣に同じく駒形の墓碑を建立、「歩兵」と刻む。台石には宗歩門下の49名の名が刻まれた。
- 同5年（1852年）、別家を許され、剃髪して宗歩と名乗る[7]。十一代大橋宗桂ら将棋三家の推薦を得て、伊藤家門下の和田印哲とともに「別家」をたてて、御城将棋に出仕が許されている[7]。同年11月17日、江戸城の黒書院で和田印哲、大橋宗珉（大橋分家8代当主）と対局する[8]。
- 同6年（1853年）、定跡書『将棋精選』を開板する[7]。
- 安政元年（1854年）、奥州路の旅に出る。
- 同2年（1855年）、越後路の旅に出る。
- 同3年（1856年）、御城将棋に出勤。これが宗歩最後の御城将棋となった。後妻のフサとの間に宗次郎をもうける（7年後に夭折）。
- 同4年（1857年）春、市川太郎松、渡瀬荘次郎を伴い越後路の旅に出る。御城将棋は欠勤し、同5年（1858年）正月まで旅先で過ごした。
- 同6年（1859年）3月28日に市川太郎松と右香落で対戦。26手で指し掛けとなった。これが宗歩の絶局となる。
- 同年5月13日、44歳で死去した[9]。

晩年の宗歩は将棋は強かったが、素行は悪く、酒色に溺れ賭将棋をしていた記述が残されている。『天野宗歩身分留』には、表向きは病死ということで寺社奉行に届け出たとあり、実際の死因は別であった可能性がある。法名は玉用院名宗日歩居士。墓所は東京巣鴨の本妙寺にある。

## その他
- 棋譜も多数残されているが、宗歩の実力が抜きんでていたため、その手合割の多くは駒落ちである。定跡書「将棋精選」（嘉永6年=1853年）、「将棋口伝」（発行年未詳）、実戦集「将棋手鑑」（明治10年=1877年）などが発行されている。
- 将棋の駒の書体にも「宗歩好（そうほごのみ）」と名付けられたものがある。
- 真剣師の平畑善介は将棋が上手くなりたいなら宗歩の棋譜だけを読めと言っている。
- 角使いの名手として知られ、特に安政3年(1856年)の対伊藤宗印戦における▲1八角は、将棋史上に残る名手として有名である（但し中原誠、佐藤康光らは、苦心の一手ではないかと考えている）。この他、角を使った好手が多い。
- 江戸時代の棋士でありながら、隙あらば動く序盤のスピード感覚や、中原囲いに類似した囲いの使用など現代の棋士と比べても遜色なく、最強棋士候補の一人である。羽生善治も「歴史上、誰が一番強いと思いますか？」という質問に升田幸三と並べて天野の名を挙げ「今の目で見たらすごいスピード感溢れる将棋を指している。相手がのんびり指しているのでその圧倒的なスピードの違いがよく分かる。現代に現れてもすごい結果を残したのではないだろうか」と評した[10]。
- 先崎学は「香落の上手でのさばきが絶品。さばきのうまさは久保利明に匹敵する」と語っている[11]。
- 十一代大橋宗桂の弟子ではあったが、八段への昇段が絶たれてからは将棋の家元である大橋家、大橋分家、伊藤家の御三家とは独立に活動し、多くの門下生を育てた。特に天野宗歩の四天王と呼ばれた市川太郎松、渡瀬荘次郎、小林東四郎、平居寅吉の4名はいずれも強豪として知られる。このうち、市川太郎松は天野の一番弟子であり、将棋太平記の主人公として有名である。また、小林東四郎は後に小林東伯齋と名乗り、関西名人（大阪名人）と呼ばれた。十二世名人小野五平の後継候補として関根金次郎と争った井上義雄や坂田三吉は小林の弟子であり、天野の孫弟子にあたる。なお、小野五平はしばしば「天野宗歩門下」とされているが、これは京都に上った時に小野が宗歩の指導を受けたことによる。生前の本人も天野宗歩門下と自称していた。記録を重視して小野は十一代大橋宗桂門下とする見解もある。

## 宗歩を登場させたフィクション
- 村松梢風「将棋指し太郎松」（市川太郎松が主人公）
- 倉島竹二郎「将棋太平記」（市川太郎松が主人公）
- 菅谷北斗星「行燈の太郎松」（市川太郎松が主人公）
- 菅谷北斗星「道中盲目将棋」
- 菊池寛「石本検校」
- 斎藤栄『小説・天野宗歩』（のちに『棋聖忍者・天野宗歩』と改題）
- 新井政彦『時空棋士』マイナビ出版 ISBN 978-4-8399-7140-3
- 仲村燈『桎梏の雪』講談社 ISBN 978-4-06-523767-0
- テレビドラマ『銭形平次』（1976年、演者：真部一男／1997年、演者：花柳寿楽）

## 関連図書
- 内藤國雄『棋聖 天野宗歩手合集』木本書店、1992年9月。ISBN 978-4-905689-38-6。